# Episodi di Liebling Kreuzberg (terza stagione)
La terza stagione della serie televisiva Liebling Kreuzberg è stata trasmessa in anteprima in Germania da Das Erste tra il 5 marzo 1990 e il 23 aprile 1990.
| nº | Titolo originale                    | Titolo italiano | Prima TV Germania | Prima TV Italia |
| -- | ----------------------------------- | --------------- | ----------------- | --------------- |
| 1  | Ein Bruch nach dem anderen          | inedito         | 5 marzo 1990      | inedito         |
| 2  | Blumen für den Rechtsanwalt         | inedito         | 12 marzo 1990     | inedito         |
| 3  | Selbsthilfe                         | inedito         | 19 marzo 1990     | inedito         |
| 4  | Ausnahmsweise umsonst               | inedito         | 26 marzo 1990     | inedito         |
| 5  | Die Freiheit der Kunst              | inedito         | 2 aprile 1990     | inedito         |
| 6  | Anwälte unter sich                  | inedito         | 9 aprile 1990     | inedito         |
| 7  | Die Tochter der Freundin des Vaters | inedito         | 16 aprile 1990    | inedito         |
| 8  | Jede Menge Abschied                 | inedito         | 23 aprile 1990    | inedito         |